# بنجامين راي
بنجامين راي (بالإنجليزية: Benjamin Ray)‏ هو سياسي أمريكي، ولد في 1819 في نيويورك في الولايات المتحدة. حزبياً، نشط في الحزب الديمقراطي. وقد انتخب عضو جمعية ولاية نيويورك وانتخب عضو مجلس ولاية نيويورك.